# フウトウカズラ
フウトウカズラ（風藤葛、学名：Piper kadsura）は、コショウ科コショウ属に分類される常緑性のつる性木本の1種である。葉は先が尖った心形で5本の葉脈が目立ち、雌雄異株（雄花と雌花が別の個体につく）で小さな花が密についた雄花序または雌花序が葉と対生して垂下する（図1b）。果実は赤い液果であり、密集してつく（図1a）。本州南部から台湾、朝鮮半島南部などに分布し、海岸近くの林内や林縁でよく見られる。
葉や果実がコショウ（Piper nigrum）に似ているが、果実に辛みはなく、香辛料にはならない。ただし、フウトウカズラは薬用とされることがある。

## 特徴
常緑性のつる性木本であり、大きなものは長さ10メートル (m) 以上になる。全体に香りがある。茎の節から不定根が生じ、ふつう樹木や岩などの基物について這い上がり、枝先はしばしば基物から離れて垂れ下がる（下図2a, b）。
葉は互生、長さ1-4センチメートル (cm) の葉柄をもち、基部が鞘状、葉身は卵形から狭卵形で長さ 5-12 cm、縁は全縁（鋸歯がない）、基部は心形、先端は鋭尖頭（上図2c）。若いものではより丸い葉になることもある。葉身は厚く、暗緑色、腺点をもち、裏面には細かい毛が葉脈上にあるが、古い葉ではなくなる。葉脈は基部で3分岐し、基部から最大 1.5 cmの部分で中央脈から2脈が分岐することで形成される5脈が目立ち、表面では脈沿いにややくぼむ（上図2c）。
花期は日本では4-6月。雌雄異株であり、雄花序（下図2d）・雌花序（下図2e）ともに花を密につけた穂状花序、葉と対生する位置に生じ、柄があって垂れ下がる。包は幅約1ミリメートル (mm)、盾状、花は花被を欠き、太い花序軸にやや埋没するように生じる。雄花序は長さ 3-5.5(–12) cm、直径約 2.5 mm、花序柄は長さ 0.6-1.5 cm、雄花は雄しべを2–3個もち、花糸は短い（下図2d）。雌花序は葉身より短く、花序柄は葉柄と同程度、雌花は雌しべを1個もち、子房は球形、柱頭は線形で3–4裂し、子房の基部周囲には雄しべの痕跡がある（下図2e）。
果実は液果、球形で直径 3-4 mm（上図2f）。日本では11–3月に橙赤色から赤色に熟する。果実をつけた雌花序は、大きなものは長さ 17 cm、直径 1.5 cm 程度になる。種子は球形、直径 2.5 mm。

## 分布・生態

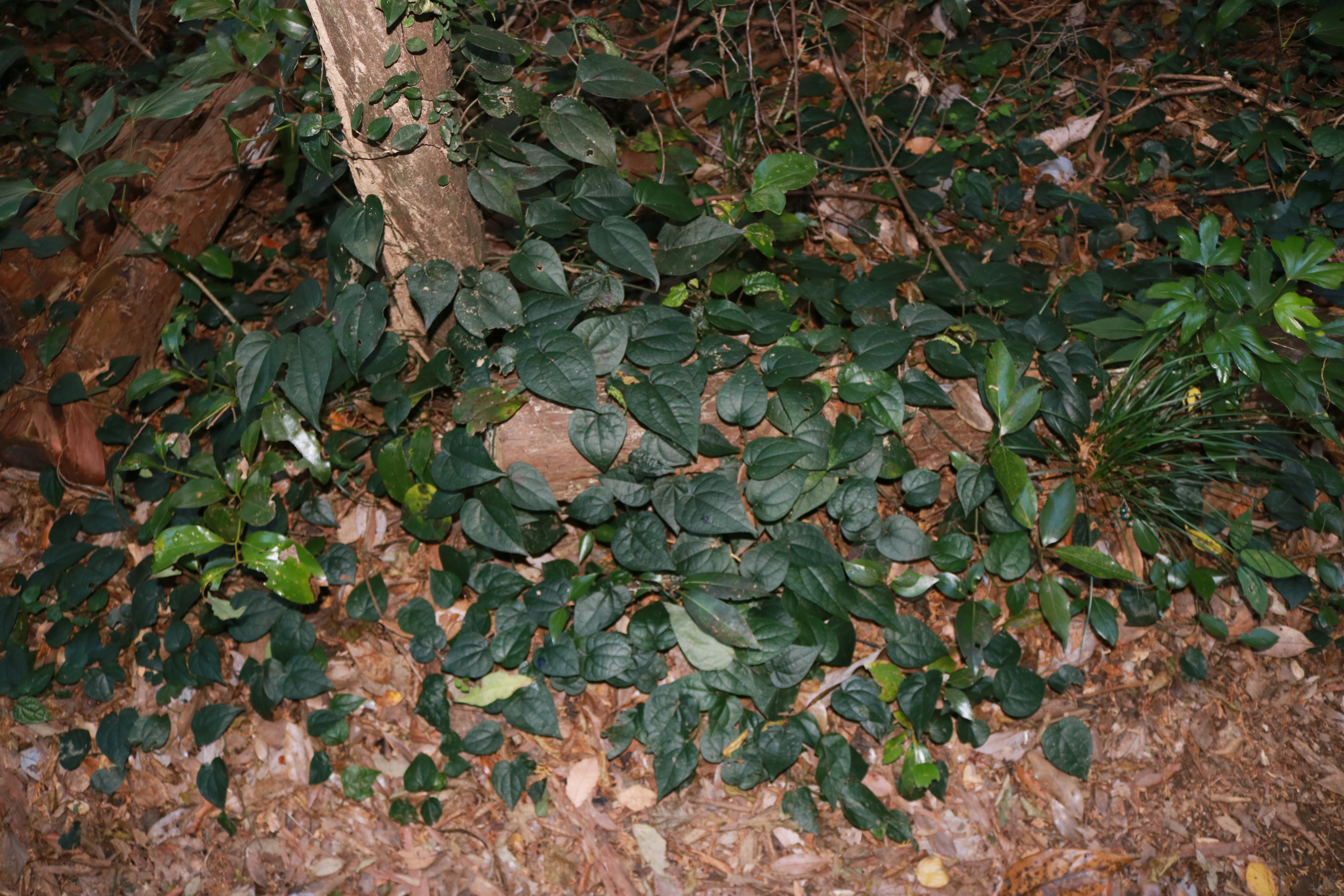
3. 地を這って広がるフウトウカズラ

本州の関東以西から四国、九州、南西諸島、台湾、朝鮮半島南部、伊豆諸島、小笠原諸島に分布する。中国南部からも報告されているが、これはおそらく別種ともされる（下記参照）。
日本では、ふつう海岸林の林内や林縁に生育する。根を出して這い上り、大きな岩や樹幹が覆い尽くしていることもある（図3）。
奄美諸島での調査では、人家の生け垣に出現することも多くあり、その場合、ほとんど低地の隆起珊瑚礁地域で見られ、ハマイヌビワやガジュマルの下生えとして出現する。これは潜在自然植生としてはナガミボチョウジ-ハマイヌビワ群集に相当するとされている。

## 人間との関わり
九州南部や南西諸島では、葉や茎を風呂に入れて薬湯として利用し、神経痛や打撲・骨折に薬効があるとする。この際にセキショウ（ショウブ科）やアコウ（クワ科）と共に薬湯とすることもあったという。また毒蛇による咬傷、腰痛、健胃にも効果があるとされる。冬の飼料不足の際には、家畜の飼料とされていた。中国では茎を乾燥させたものは「海風藤」とよばれ、煎じたものを風邪や関節痛の薬とする。

## 分類
フウトウカズラとされるものは中国南東部（浙江省、福建省）からも報告されているが、このような個体は葉の裏面が一様に毛に覆われ、花序柄がより長いことから、おそらく別種（Piper wallichii）であると考えられている。
コショウ属は世界中の熱帯を中心に分布しているが、日本では他に小笠原諸島にタイヨウフウトウカズラ（Piper postersianum）が自生している。この種は直立性の半低木であり、葉が卵円形で長さ 15–20 cmに達し、花序が葉に腋生する点でフウトウカズラとは異なる。また琉球列島では香辛料の原料としてヒハツモドキ（P. retrofractum）が栽培されており、しばしば野生化している。この種はフウトウカズラにやや似ているが、より葉が薄くてつやがあり、葉裏に毛がないこと、葉脈が5行脈ではないこと、雌花序は円錐形で直立することで区別できる。